# Val Müstair
Val Müstair (rætoromansk; tysk Münstertal) er den østligste dal i Schweiz og udgør en selvstyrende kreds (circul) og en kommune (comuna) i kantonen Graubünden. Dalen ligger på sydøstsiden af Alpernes hovedkam, så den fra Schweiz kun er tilgængelig via Fuornpasset fra Engadin. Geografisk kan Val Müstair siges at høre til Vinschgau i Sydtyrol. Dalens flod, Rom (tysk Rambach), løber til Etsch (italiensk Adige) i øvre Vinschgau. Nederst i dalen (men ikke kredsen) Val Müstair ligger også en sydtyrolsk kommune (Taufers im Münstertal).
Historisk har der været mindst lige så meget kontakt mellem Val Müstair og Vinschgau som mellem Val Müstair og Engadin. Administrativt og kulturelt udgør Val Müstair derimod en enhed sammen med Nedre Engadin: administrativt, fordi de tilsammen er et forvaltningsdistriktet (dertgira) Inn; kulturelt, fordi det dominerende sprog i begge dale er vallader-dialekten af det rætoromanske sprog. Ud over rætoromansk taler 23 % af befolkningen tysk. Den lokale tyske dialekt er ikke alemannisk, som ellers i Schweiz, men bairisk som i Sydtyrol.
Det meste af kommunens areal er højfjeld (omkring 45 %). Fra og med 2009 blev dalens tidligere seks kommuner (Fuldera, Lü, Müstair, Santa Maria, Tschierv, Valchava) slået sammen til én. Den lavest liggende landsby (1.273 moh.) er Müstair, som er opkaldt efter benediktinerklosteret fra ca. 775. Den højest beliggende landsby (1.920 moh.) er Lü. Hovedlandsbyen er Santa Maria Val Müstair som ligger 1.375 moh. Kommunens højeste punkt er Piz Tavü (3.168 moh.).

## Naturbeskyttelse
Siden 2010 har den schweiziske del af Münstertal været en del af Biosfærereservat Val Müstair Parc Naziunal under UNESCO. Derudaf danner Schweiziske nationalpark kernezonen og Münstertal en pleje- og udviklingszone.
Samme år fik Münstertal betegnelsen regional Naturpark af national betydning.
Den sydlige del af det italienske dalafsnit ligger i Nationalpark Stelvio.

## Galleri
- Tschierv
- Tschierv
- Fuldera
- Lü
- Valchava
- Valchava
- Klosteret St. Johann i Müstair er fra 700-tallet. 
Foto: Georg Mittenecker
- Müstair
- Müstair